# Georg von Kopp
Georg von Kopp (Duderstadt, 25 luglio 1837 – Troppau, 4 marzo 1914) è stato un cardinale e vescovo cattolico tedesco.

## Biografia
Nacque a Duderstadt il 25 luglio 1837.
Papa Leone XIII lo elevò al rango di cardinale nel concistoro del 16 gennaio 1893.
Morì il 4 marzo 1914 all'età di 76 anni.

## Genealogia episcopale e successione apostolica
La genealogia episcopale è:
- Cardinale Scipione Rebiba
- Cardinale Giulio Antonio Santori
- Cardinale Girolamo Bernerio, O.P.
- Arcivescovo Galeazzo Sanvitale
- Cardinale Ludovico Ludovisi
- Cardinale Luigi Caetani
- Cardinale Ulderico Carpegna
- Cardinale Paluzzo Paluzzi Altieri degli Albertoni
- Papa Benedetto XIII
- Papa Benedetto XIV
- Papa Clemente XIII
- Cardinale Giovanni Carlo Boschi
- Cardinale Bartolomeo Pacca
- Cardinale Francesco Serra Cassano
- Arcivescovo Joseph Maria Johann Nepomuk von Fraunberg
- Cardinale Johannes von Geissel
- Vescovo Eduard Jakob Wedekin
- Cardinale Paul Ludolf Melchers, S.I.
- Vescovo Johannes Heinrich Beckmann
- Vescovo Daniele Wilhelm Sommerwerk
- Cardinale Georg von Kopp

La successione apostolica è:
- Arcivescovo Johannes Christian Roos (1885)
- Vescovo Johann Baptist Maria Assmann (1888)
- Arcivescovo Florian Oksza von Stablewski (1892)
- Vescovo Adalbert Endert (1898)
- Vescovo Heinrich Marx (1900)
- Vescovo Heinrich Vollmar (1904)
- Vescovo Georg Wuschanski (1904)
- Cardinale Adolf Bertram (1906)
- Vescovo Karl Augustin (1910)